# Jerzy Ficowski

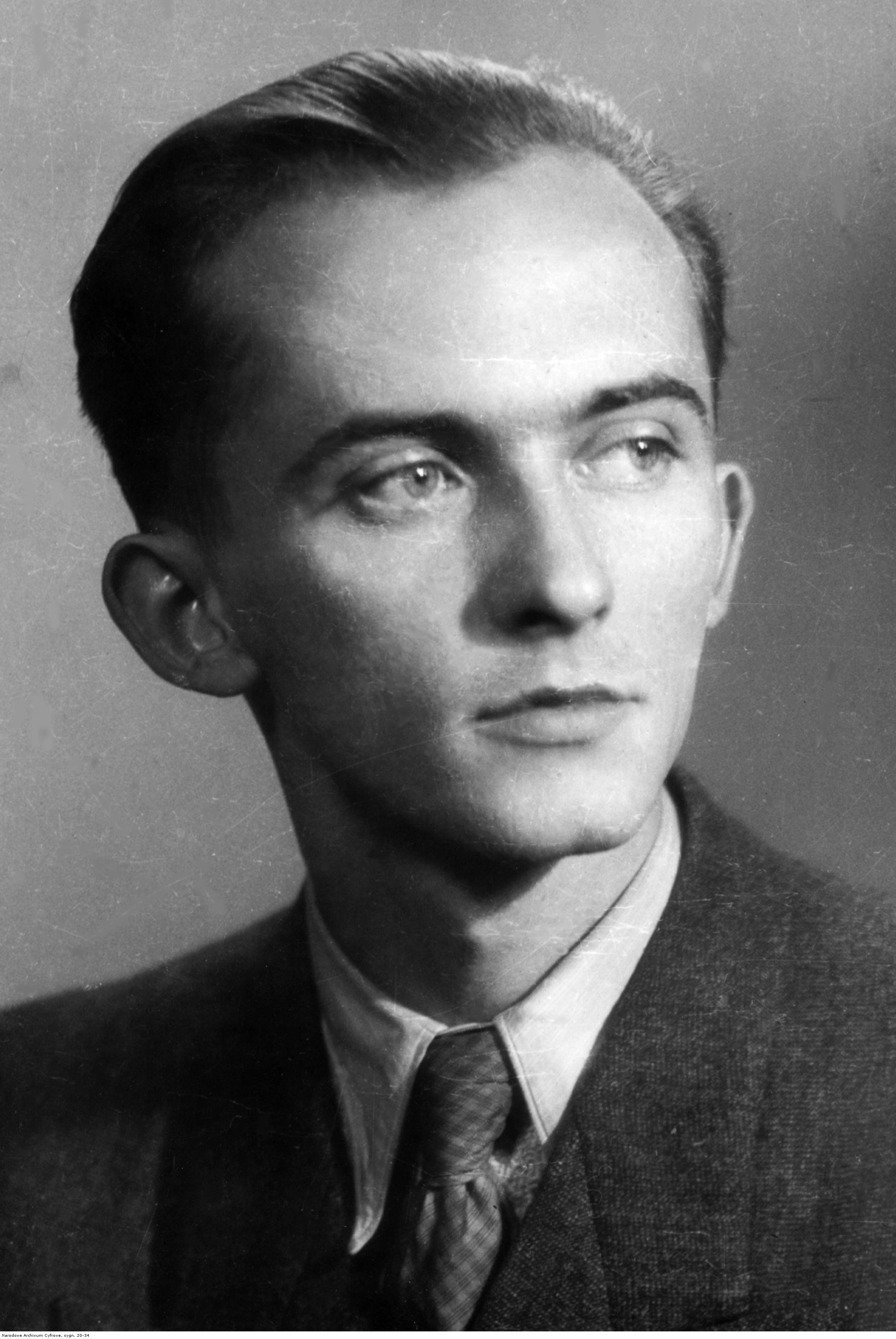
Jerzy Ficowski (zwischen 1950 und 1952)

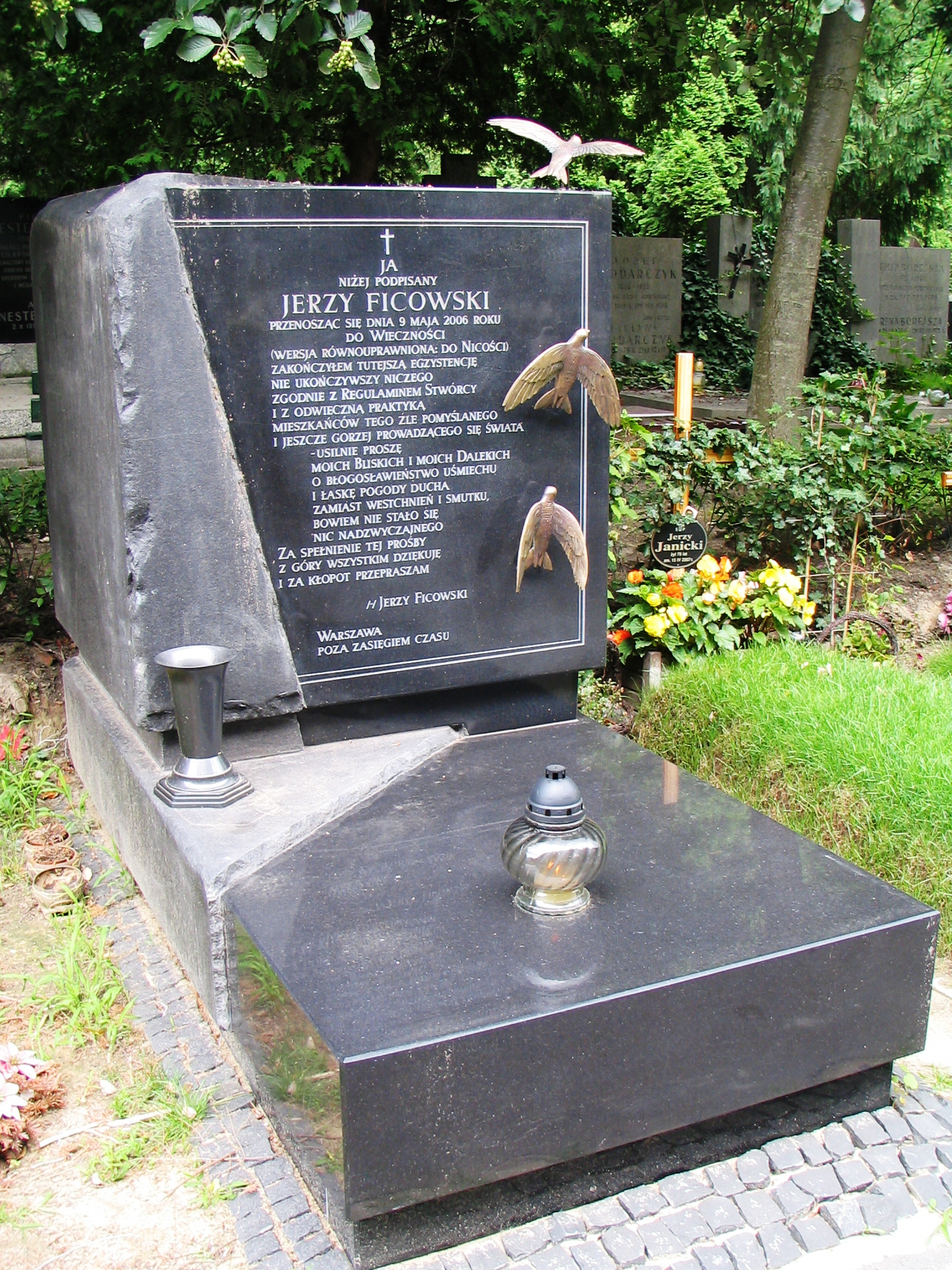
Ficowskis Grab

Jerzy Tadeusz Ficowski (* 4. Oktober 1924 in Warschau, Polen; † 9. Mai 2006 ebenda) war ein polnischer Schriftsteller, Dichter, Übersetzer und Ethnologe.

## Leben
Ficowski ging in Warschau zur Schule. Nach dem Einmarsch der deutschen Truppen diente er als Freiwilliger in der polnischen Heimatarmee (Armia Krajowa, AK). 1943 wurde er festgenommen und kam für einige Wochen ins berüchtigte Pawiak-Gefängnis. Ab August 1944 kämpfte Ficowski während des Warschauer Aufstands im Baszta-Regiment gegen die deutschen Besatzer. Zusammen mit anderen Überlebenden des Aufstands kam Ficowski in deutsche Gefangenschaft. Nach Kriegsende kehrte er nach Warschau zurück und studierte an der Universität Warschau Philosophie und Soziologie. Bereits 1948 veröffentlichte er sein erstes poetisches Werk Die Zinnsoldaten.
Um der Verfolgung durch die Staatssicherheit des stalinistischen Systems zu entgehen, tauchte er jahrelang bei einer Roma-Wandersippe unter. Dort erlernte er deren Sprache, erforschte ihre Bräuche und Geschichte und publizierte deren Volksdichtung im Original und in polnischer Übersetzung, u. a. die Gedichte der von ihm seit 1949 geförderten Sängerin Bronisława Wajs, genannt Papusza. Ficowski unterstützte als Berater der polnischen Regierung für „Zigeunerfragen“ die Ansiedlungspolitik, welche die Roma zu bewegen versuchte sesshaft zu werden: zuerst durch Wohnungsangebote und finanzielle Hilfen, später mit Zwang.
In dem Film Papusza – Die Poetin der Roma (Papusza, Regie: Joanna Kos-Krauze und Krzysztof Krauze, Polen 2013) spielt die Figur Ficowskis (dargestellt von Antoni Pawlicki), der Papusza – gegen den heftigen Widerstand ihrer Familie – fördern und ihre Lyrik publizieren möchte, eine zentrale Rolle.
Zusammen mit Adam Michnik und Jacek Kuroń war Ficowski im Juni 1976 Mitgründer des oppositionellen KOR-Komitees.
Nach dem Ende der kommunistischen Herrschaft propagierte vor allem der in Sejny ansässige Verlag Pogranicze (Grenzland) Ficowskis Werk. Die mit diesem Verlag verbundene Kulturstiftung verlieh Ficowski im Jahr 1999 die Auszeichnung „Mensch des Grenzlandes“ (diese Auszeichnung erhielten unter anderem auch Tomas Venclova, Claudio Magris und Arvo Pärt).
Er war zweimal verheiratet. Seine erste Frau Wanda Ficowska war Malerin, die zweite – Elżbieta Ficowska – war Pädagogin und Kinderbuchautorin.
Ficowski wurde auf dem militärischen Teil des Nationalfriedhofs Powązki in Warschau begraben. An der Beisetzung nahmen christliche und staatliche Würdenträger, aber auch viele Roma und Juden teil, unter ihnen Michael Szudrich, der Oberrabbiner Polens.

## Werke
Ab 1956 erforschte er das Werk des polnisch-jüdischen Dichters Bruno Schulz in Drohobytsch und veröffentlichte eine Reihe von Essays, Artikel und Bücher über ihn. Im Jahr 1988 veröffentlichte er die polnische Übertragung des poetischen Werkes von Jizchak Katzenelson über die Ermordung der Juden in Polen: Dos lied vunem ojsgehargetn jidischn Volk / Großer Gesang vom ausgerotteten jüdischen Volk. Ebenfalls 1988 erschien die von ihm übertragene Anthologie der jiddischen Volksdichtung in Polen Rosinen mit Mandeln (Rodzynki z migdałami).
Das 2008 bei Hanser erschienene Buch Bruno Schulz: 1892-1942. Ein Künstlerleben in Galizien stellt leider eine stark gekürzte Fassung der Summe von Ficowskis Jahrzehnte langen Forschungen zu Schulz dar (Regiony wielkiej herezji i okolice, Sejny 2002). Die deutsche Übersetzung orientierte sich an einer englischsprachigen Version, die noch zu Lebzeiten Ficowskis – mit Blick auf den amerikanischen Buchmarkt – erstellt worden war und sich im Wesentlichen auf den biographischen Teil beschränkt. Ficowskis Buch Regiony wielkiej herezji i okolice geht aber über die Biographie weit hinaus. Auf einen Vermerk zum Unterschied im Textumfang hat der Carl Hanser Verlag bedauerlicherweise verzichtet. Da die meisten deutschsprachigen Rezensenten wiederum Ficowskis Original nie in der Hand hatten, blieb dieser Aspekt in den Besprechungen unberücksichtigt. Einer der wenigen, die darauf zu sprechen kamen, war Arno Lustiger.
Als Ethnologe zog Ficowski längere Zeit mit polnischen Roma umher, zeichnete dabei auch ihre Märchen auf und veröffentlichte sie in einen Band Galạzka z drzewa sloṅca. (dt.: Ein Löffel aus einem Lorbeerbaum). Er erschien 1985 unter dem Titel Ein Zweig von einem Sonnenbaum auch in einer deutschen Übersetzung von Karin Wolff.

## In deutscher Sprache
- Aus der Asche gelesen. Gedichte. Aus dem Polnischen übersetzt und nachgedichtet von Karin Wolff. Union Verlag, Berlin 1986.
- Ein Zweig vom Sonnenbaum. Märchen polnischer Zigeuner. Samml. 1, Aufgezeichnet und erzählt von Jerzy Ficowski. Übersetzung Karin Wolff. Neukirchener Verlag des Erziehungsvereins, Neukirchen-Vluyn 1985, ISBN 3-78870-769-0.
- Roland Schopf (Hrsg.): Wieviel Trauer und Wege. Zigeuner in Polen. Übersetzung Karin Wolff. P. Lang Verlag, Frankfurt am Main 1992, ISBN 3-63144-347-1.
- als Hrsg.; Bruno Schulz: Die Wirklichkeit ist Schatten des Wortes Aufsätze und Briefe. Übersetzung Mikołaj Dutsch, Joseph Hahn. Deutscher Taschenbuch Verlag, München 2000. ISBN 3-42312-822-4
- als Hrsg.; Bruno Schulz: Die Wirklichkeit ist Schatten des Wortes. Aufsätze und Briefe. Übersetzung Mikołaj Dutsch, Joseph Hahn. Carl Hanser Verlag, München /  Wien  1992, ISBN 3446170561 / ISBN 3-44616-516-9.
- Warten auf den Schlaf des Hundes. Erzählungen. Übersetzung Karin Wolff. Edition Dodo, Berlin 2000, ISBN 3-934351-05-0.
- Die Schwester der Vögel. Märchen der polnischen Roma. Aufgezeichnet und erzählt von Jerzy Ficowski. Übersetzung Karin Wolff. Elefanten Press, Berlin 1996, ISBN 3-88520-578-5.
- Bruno Schulz: 1892-1942. Ein Künstlerleben in Galizien. Übersetzt und für die deutsche Ausgabe bearbeitet von Friedrich Griese. Carl Hanser Verlag, München 2008.